# Дробижев, Владимир Зиновьевич
Влади́мир Зино́вьевич Дро́бижев (10 октября 1931, Москва — 5 июня 1989, Москва) — советский историк, специалист в области истории СССР, источниковедения, исторической демографии, экономической истории, социальной истории, истории учреждений. Доктор исторических наук, профессор исторического факультета Московского государственного университета (1968—1985). Заведующий кафедрой отечественной истории Московского государственного историко-архивного института (1986—1989).

## Биография
Дробижев Владимир Зиновьевич родился 10 октября 1931 года в Москве.
В 1953 году окончил Исторический факультет МГУ.
В 1957 году в МГУ защитил диссертацию на соискание учёной степени кандидата исторических наук на тему «Строительство органов управления промышленностью в 1917—1918 гг. (По материалам Московского промышленного района)». В 1967 году (в МГУ) — диссертацию на соискание учёного звания доктора исторических наук. Тема — «История Высшего Совета народного хозяйства (1917—1932)».
С 1957 по 1972 год — заместитель главного редактора журнала «История СССР».
С 1961 по 1985 год — доцент, профессор исторического факультета МГУ.
С 1986 по 1989 год — заведующий кафедрой отечественной истории МГИАИ.
С 1979 по 1983 год — заместитель председателя Совета по экономической истории.
Учёное звание — профессор (1968).
Супруга — Леокадия Михайловна Дробижева.
Скончался 5 июня 1989 года в Москве. Похоронен на Ваганьковском кладбище.

## Сфера научных интересов
- История СССР
- Источниковедение
- Историческая демография
- Экономическая история
- Социальная история
- История учреждений
- Проблемы индустриализации СССР
- Проблемы социального развития советского рабочего класса и интеллигенции

## Основные работы
Научные труды
- Дробижев В. З. (в соавторстве). История советского общества в воспоминаниях современников. 1917—1957. Аннотированный указатель мемуарной литературы. — М.: 1958.
- Дробижев В. З. (в соавторстве). Из истории совнархозов. 1917—1918. — М.: 1964.
- Дробижев В. З. Главный штаб социалистической промышленности. Очерки истории ВСНХ. 1917—1932. — М.: 1966.
- Дробижев В. З. (в соавторстве). Источниковедение истории СССР. — М.: 1973. Вып. 1.
- Дробижев В. З., Соколов А. К., Устинов В. А. Рабочий класс Советской России в первый год пролетарской диктатуры. Опыт структурного анализа по материалам профсоюзной переписи 1918 г. — М.: 1975.
- Дробижев В. З. Красногвардейская атака на капитал. — М.: 1976.
- Дробижев В. З., Вдовин А. И. Рост рабочего класса СССР. 1917—1940. — М.: Мысль, 1976.
- Дробижев В. З. (в соавторстве). Наш советский рабочий класс. 1917—1977. — М.: 1979.
- Дробижев В. З. (в соавторстве). Рабочий класс и профсоюзы СССР. Критика буржуазных и ревизионистских концепций. — М.: 1980.
- Дробижев В. З. (в соавторстве). Источниковедение истории СССР. — М.: 1981. Вып. 2: Количественные методы в советской и американской историографии.
- Дробижев В. З. (в соавторстве). Социальная политика Советского государства и рабочий класс. Укрепление ведущей роли рабочего класса в социалистическом строительстве. — М.: 1985.
- Дробижев В. З. У истоков советской демографии. — М.: 1987. — 221,[1] с.

Учебники
- Дробижев В. З. Победа Великой Октябрьской революции. Построение социализма в СССР. 1917—1937. Курс лекций. Учебное пособие. — М.: 1972.
- Дробижев В. З., И. Д. Ковальченко, Муравьёв А. В. Историческая география СССР. Учебник. — М.: 1973.
- Дробижев В. З. Введение в изучение истории советского общества. Учебное пособие. — М.: 1983.
- Дробижев В. З. (в соавторстве). История СССР. Эпоха социализма. Учебник. — М.: 1985.

## Награды
- Премия имени М. В. Ломоносова (1960; в составе коллектива).

### Справочно-энциклопедические издания
- Дробижев Владимир Зиновьевич // Профессора и доктора наук Московского государственного университета им. М. В. Ломоносова: Биографический словарь. 1997 год / Сост. А. Гримза, Е. Ильченко. — М.: 1998. — ISBN 5-8013-0027-9
- Дробижев Владимир Зиновьевич // Историки России. Кто есть кто в изучении отечественной истории. Биобиблиографический словарь / Сост. А. А. Чернобаев. — Саратов: Издат. центр Саратовского гос. соц.-экон. ун-та, 2000. С. 155. — ISBN 5-855559-092-5
- Дробижев Владимир Зиновьевич // Историки России XX века: Биобиблиографический словарь /Сост. А. А. Чернобаев. — Саратов: Саратовский государственный социально-экономический университет. 2005. Т. 1. C. 293. — ISBN 5-87309-438-1
- Дробижев Владимир Зиновьевич // Московская энциклопедия. Том I. Лица Москвы. Книга 1: А—З. — М.: Изд. центр «Москвоведение», 2007. С. 531. — ISBN 978-5-903633-01-2
- Дробижев Владимир Зиновьевич // Чернобаев А. А. Историки России конца XIX — начала XXI века: биобиблиографический словарь. В 3 т. — М.: Собрание, 2016. Т. 1. — ISBN 978-5-9606-0158-0

### Некрологи
- Дробижев Владимир Зиновьевич // Вопросы истории. 1989. № 9. С. 188.
- Памяти В. З. Дробижева // История СССР. 1989. № 6. С. 215—217.

### Воспоминания
- Сдыков М. Н. Учитель. Владимиру Зиновьевичу Дробижеву исполнилось бы 70 лет // Электронная версия бюллетеня «Население и общество», 3-16.12.2001
- Пивовар Е. И. Владимир Зиновьевич Дробижев. О даре учителя // Учителя учителей. Очерки и воспоминания / Отв. ред. Е. И. Пивовар. — М.: Российский государственный гуманитарный университет; Центр визуальной антропологии и эгоистории, 2009. С. 31—38. — ISBN 978-5-7281-1099-6